# Marie Charles René León de Maupeou

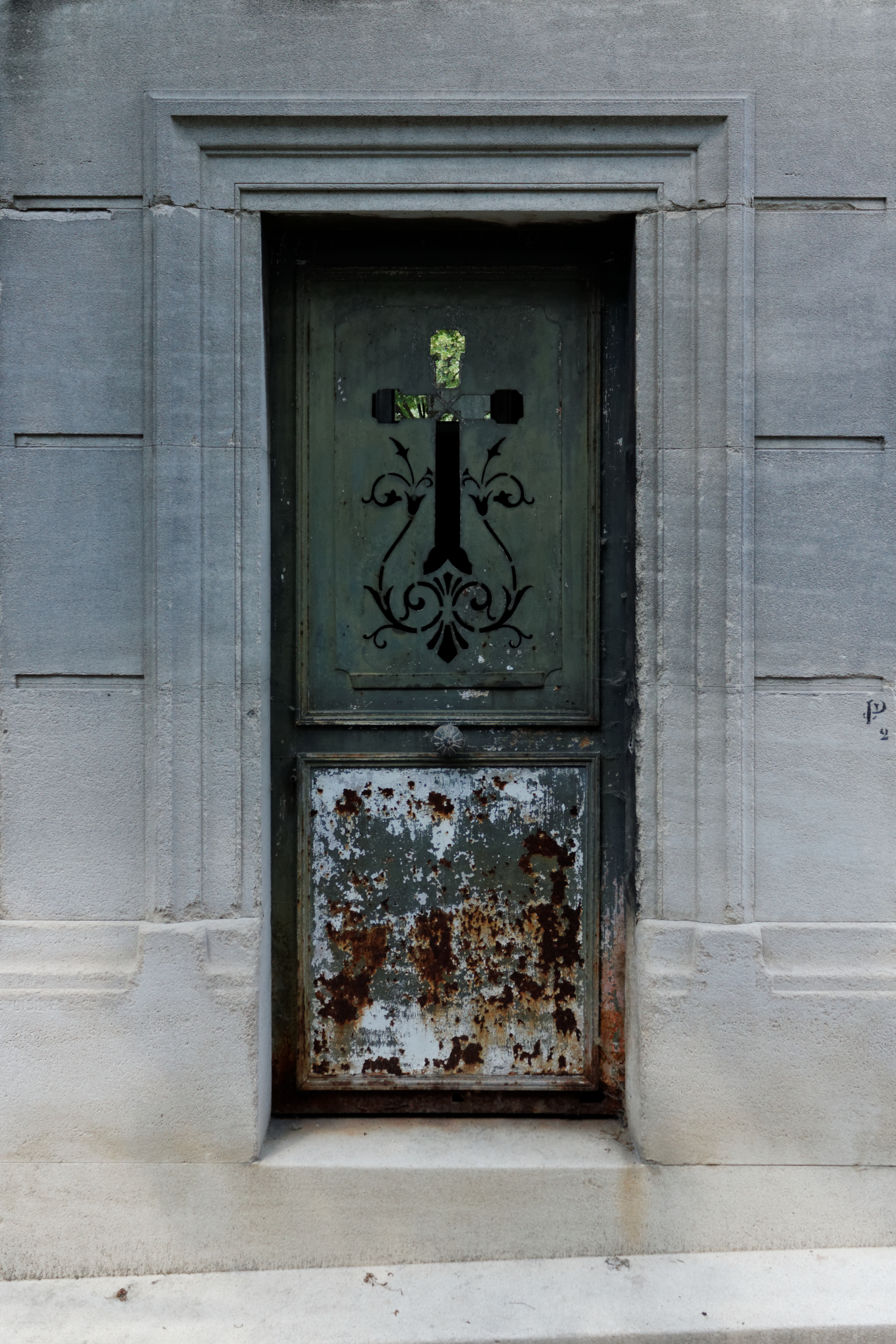
Tomba de Maupeou al cementiri Père Lachaise

Marie Charles René León de Maupeou (Mulhouse, Alt Rin, 20 de gener de 1846 - Illiers-Combray, 19 d'abril de 1923) fou un compositor francès del Romanticisme.
Deixeble de Loret i de Gevaert, se'l coneix per les següents composicions:
- Ariane, poema simfònic (1876);
- Cassandre (1882);
- Le Noêl des bergers, Cendrillon, Daniel, Jeanne d'Arc, obertura;
- Madrigal, La sérénade interrompue, etc., que foren executades en grans concerts.